# DIAMETER
DIAMETER — сеансовый протокол, созданный, отчасти, для преодоления некоторых ограничений протокола RADIUS. Обеспечивает взаимодействие между клиентами в целях аутентификации, авторизации и учёта различных сервисов (AAA, англ. authentication, authorization, accounting). Является основным протоколом архитектуры IMS.
В основе протокола DIAMETER лежит концепция в создании базового протокола с возможностью его расширения для предоставления сервисов AAA при появлении новых технологий доступа.
Описание: RFC 6733 (Diameter Base Protocol), RFC 3589 (Diameter Command Codes for 3GPP), RFC 4006 (Diameter Credit-Control Application).

## Сравнение с протоколом RADIUS
Название DIAMETER — игра слов, отражающая превосходство нового протокола над предшественником RADIUS (диаметр — удвоенный радиус). Diameter не имеет обратной совместимости по отношению к RADIUS, но предоставляет механизмы миграции. Среди отличий между протоколами особенно выделяют:
- Поддержка транспортных протоколов с гарантированной доставкой (TCP или SCTP вместо UDP)
  - TCP транспорт для RADIUS ещё в процессе стандартизации IETF
- Защита данных на сетевом и транспортном уровнях (IPsec или TLS)
  - Transport Layer Security for RADIUS ещё в процессе стандартизации IETF
- Поддержка перехода с RADIUS, несмотря на то, что Diameter не полностью совместим с RADIUS
- Увеличенное адресное пространство для пар атрибут-значение (AVP) и идентификаторов (32 bit вместо 8 bit)
- Модель клиент-сервер. В качестве исключения, тем не менее, поддерживаются некоторые инициируемые сервером сообщения
- Поддержка stateful и stateless моделей использования
- Динамическое обнаружение узлов (используя DNS SRV и NAPTR)
- Возможность согласования функциональных возможностей узлов
- Поддержка механизмов надежной доставки на уровне приложений, описаны механизмы отказоустойчивости и state machine (RFC 3539)
- Сообщения об ошибках
- Улучшенная поддержка мобильности
- Улучшенная расширяемость; возможность использования пользовательских команд и атрибутов